# Sparkassen-Arena
La Wunderino-Arena, conosciuta in precedenza anche come Ostseehalle e Sparkassen-Arena, è una arena polivalente situata nella città di Kiel.
I lavori per l'Arena iniziarono il 10 novembre 1950, e venne inaugurata il 17 giugno 1951. Nel corso degli anni ha subito vari lavori di riammodernamento, l'ultimo dei quali nel 2001.
Oltre che eventi sportivi, l'Arena ospita manifestazioni culturali e concerti.